# Nová Dědina
Nová Dědina là một làng thuộc huyện Kroměříž, vùng Zlínský, Cộng hòa Séc.